# William Plomer
William Charles Franklyn Plomer Orde de l'Imperi Britànic (10 de desembre de 1903 – 21 de setembre de 1973) fou un novel·lista, poeta i editor literari d'origen anglo-africà. Va ser educat principalment en el Regne Unit, però ell es descriu com "Anglo-afro-asiàtic".
Es va fer famós en la Unió Sud-africana amb la seva primera novel·la, Turbott Wolfe, que tenia l'amor interracial i el matrimoni com a tema. Va ser el co-fundador de la revista literària de curta durada Voorslag ("Whiplash") juntament amb altres dos rebels sud-africans, Roy Campbell i Laurens van der Post; va promoure una Sud-àfrica racialment igual.
Va passar el període d'octubre 1926 a març 1929 al Japó, on es va fer amic de Sherard Vines. Aquí, d'acord amb els biògrafs, va tenir una relació homosexual amb un home d'origen japonès. Mai va ser obertament gai durant la seva vida; com a màxim va al·ludir el tema.
Després es va mudar a Anglaterra, i a través de la seva amistat amb la seva editora Virginia Woolf, va entrar als cercles literaris de Londres. Es va convertir en editor literari, per a Faber and Faber, va ser lector i conseller literari de Jonathan Capi, on va editar una sèrie col·leccions de James Bond de Ian Fleming. Fleming va dedicar Goldfinger a Plomer.
Plomer és conegut per portar el pseudònim de 'Robert Pagan', notable especialment en alguns dels seus poemes.
També va ser actiu com a llibretista, amb Gloriana, Curlew River, The Burning Fiery Furnace i The Prodigal Son per a Benjamin Britten.